# Diamante (Argentina)
Diamante es el municipio cabecera del  departamento homónimo en la provincia de Entre Ríos, Argentina. El municipio comprende la localidad del mismo nombre y un área rural. La ciudad de Diamante se ha unido y comprende actualmente a la anterior localidad de Strobel.
Se halla emplazada en la orilla oriental del río Paraná y su radio urbano es de 4,18 km; trazadas 605 manzanas. 
Pertenece geográficamente a la región Mesopotámica y desde el punto de vista económico a la Región Centro de la Argentina. 
Se accede por dos importantes vías: la Ruta Provincial 11 y la RN 131. 
Ubicada entre lomadas es la ciudad blanca, por la coloración de su suelo arcilloso y de la arena silícea.

## Historia
El lugar se hallaba poblado con el nombre de Punta Gorda cuando, en 1832 durante el gobierno de Pascual Echagüe, se afincaron allí un grupo de familias guaraníes que contaban con un alcalde, procedentes de Bella Unión en el Uruguay. El pueblo El Diamante fue fundado el 27 de febrero de 1836, día en que el Congreso provincial lo sancionó por ley. 

La H. R. Provincial, usando de sus facultades ordinarias y estraordinarias que inviste ha tenido á bien decretar y sancionar la siguiente

LEY:

Art. 1 ° Se desígna la localidad de Punta Gorda, terreno de la propiedad del Estado, para la fundacion de un Pueblo que en adelante se llamará el Diamante bajo la proteccion de San Francisco Javier.

2 ° La área de su planta comprenderá diez cuadras cuadradas sobre la ribera del rio Paraná, cuyas corrientes se tomarán para darle los rumbos principales á su traza.

3 ° Fuera de esta estension, se le designa media legua de circunsferencia de baldios para chacras, y otra media de pastos comunes, entendiéndose que esta no avanzará para enterarse mas allá de los puntos en que el terreno se corte por algún riacho.

4° La plaza tendrá doscientas varas por frentes, las cuadras ochenta y las calles catorce de ancho.

5° Las manzanas se dividirán en cuatro solares de cuarenta varas.

6° Tendrán opcion para tomar sitios cuantos los pidieren en forma, luego que se haya practicado la demarcacion de dicho pueblo, sujetándose los interesados á las condiciones que se les impusieren por el Gobierno, ante quien presentan sus solicitudes.

7 ° Comuniquese al Gobierno para su ejecucion y efectos consiguientes.

Sala de Sesiones en el Paraná á 27 de Febrero de 1836.

JOSÉ MARÍA UZIN. - Celedonio J. Del Castillo. (Secretario interino.)
Ley fundacional de Diamante

En 1851 se concentró allí el Ejército Grande para cruzar el río Paraná. 
El ejido de la villa de Diamante fue establecido por ley del 24 de julio de 1871:

Art. 1° Se destina como Ejido para la Villa del Diamante la estensión de cuatro leguas cuadradas de superficie entre el Rio Paraná y el Arroyo Ensenada.
 Art. 2° Determínase para traza del pueblo, veinte cuadras en cuadro, incluyéndose las ya trazadas, para ser divididas en solares, quedando destinado lo restante á la agricultura.

Por ley promulgada el 28 de mayo de 1872 fue creado el municipio de Diamante. La municipalidad fue instalada el 1 de enero de 1873 y disuelta el 31 de agosto de 1873 a causa de la rebelión jordanista. Luego fue reinstalada el 15 de abril de 1877.
Mediante la ley provincial n.º 10196 sancionada el 20 de diciembre de 2012 fue desafectado del ejido municipal de Diamante el Campo Coronel Sarmiento, de 146 ha 29 as 31 cs, para ser transferido al dominio del Estado Nacional que deberá incorporarlo al parque nacional Pre Delta.

## Puerto de Diamante
Aguas arriba de la ciudad de Diamante, el río Paraná diversifica su curso con bifurcaciones, inestables meandros, poca profundidad y necesidades de dragados permanentes, limitando la navegabilidad. Así, transforman al puerto de Diamante como el último puerto de ultramar del río Paraná, y el único puerto de ultramar de la provincia de Entre Ríos próximo o dos grandes capitales; las ciudades capitales, de Santa Fe y de Paraná. El puerto de Diamante se encuentra en proximidades del kilómetro 533 del río Paraná.

## Turismo

### Parque nacional Pre Delta
El parque nacional Pre Delta fue creado en el año 1992, con el fin de preservar una muestra de ambientes del Delta Superior del río Paraná. Tiene una superficie de 2.608 hectáreas y se encuentra ubicado en el sudoeste de la Provincia de Entre Ríos, a unos 6 km al sur de la ciudad de Diamante, de camino asfaltado y provisto de señalética para que el turista tenga la facilidad de llegar. 
El 1.º de abril de 1997 la Administración de Parque se independizó de la Administración del Parque del Palmar, de quien dependía desde su comienzo.
El Pre Delta cuenta con un área de uso público denominada Paraje La Jaula, epicentro de todas las actividades recreativas. Con el afán de brindar mayores recursos para mejorar los servicios y poner en valor el parque nacional se realizaron distintas obras en los últimos tiempos. Entre ellas, la portada de acceso, el Centro de Informes y el área de servicios, que cuenta con un centro de interpretación “Dra. Ana Inés Malvárez. El mismo tiene oficinas, proveeduría y un cuerpo de sanitarios. También pasará a tener una Sala Multimedia, equipada con sonido ambiental, pantalla led, computadora, cañón proyector y ambiente climatizado.
Por otra parte, la Administración de Parques Nacionales, dio un importante paso con miras a la ampliación del Parque, al adquirir el inmueble denominado "Campo Coronel Sarmiento" lindero a la mencionada área protegida, y adquirido al Estado Mayor General del Ejército. El predio de 146 hectáreas es de gran interés biológico y paisajístico. Esto permitió una ampliación con respecto al resguardo de la flora y fauna que posee esta eco región. También tiene a su cargo la administración del parque nacional Islas de Santa Fe.

### Reserva Natural Tierra Chaná
Es una reserva natural urbana que contiene un valor ecosistémico con una confluencia de tres áreas biológicas como los son la pampa entrerriana, el monte de espinal y desde donde observamos la tercera que es el delta superior del Paraná. 
Contiene especies centenarias de flora, ahora están protegidas por ordenanza municipal, como algarrobos negros y quebrachos, además ñandubay, guaranina, viraro, virahu, tembetarí, chañar, aromito, ombú, molle, guayabo colorado, canelón, sombra de toro, curupí, ceibo, tala y garabato negro, entre muchas otras.
El lugar posee remanentes de bosque nativo propio de la barranca, con algarrobos y quebrachos blancos centenarios, guardianes de la memoria, dignos de conservar para que los diamantinos de las presentes y futuras generaciones puedan conocer y disfrutar como así también visitantes. Cuenta con al menos tres estratos vegetales,  en algunos sectores combinados con especies exóticas invasivas y no invasivas, que iremos reemplazando a medida que vayamos regenerando el monte nativo a través de un vivero de especies nativas que pueda ir repoblando el monte y sustituir exóticas además de utilizarlo para recorridos educativos que creen conciencia en nuestros niños y jóvenes.
Los árboles nativos que se pueden apreciar son: algarrobo negro, quebracho blanco, viraró, virá-hú, chañar, aromito, ombú, molle, guaraniná, guayabo colorado, canelón , sombra de toro, tembetarí, curupí, ceibo, tala y hasta el garabato negro, que es una especie que no se encuentra, por ejemplo, en el parque nacional Pre Delta. Se destacan además helechos de diferentes tipos.
Hay otras especies nativos de Argentina pero exóticos en nuestra región como tipas, jacarandás o aguaribay entre otros. Y exóticas como eucaliptus, ligustro, mora, higuerilla, paraíso o acacia negra.
EL lugar también está compuesto por un amplio cactario compuesto por más de la mitad de las especies cactarias nativas de Entre Ríos, algunas son la Opuntia elata, Opuntia aurantiaca, Opuntia retrorsa, Opuntia megapotamica, Echinopsis oxigona, Echinopsis rodotricha, Harrisia tortuosa, Harrisia bomplandii, Rhipsalis aculeata, Cleistocactus baumannii y hasta especies endémicas de las barrancas diamantinas como la Harrisia pomanensis spp. regelli.
La frontera agropecuaria se cobró parte de los montes que naturalmente nos identifican, hoy en la región es un ambiente que prácticamente desapareció donde los ñandubay, solo se conocen como postes de alambrado. 
Son símbolos de paz y sabiduría, además paciencia, integridad y trabajo en equipo. Guardan la memoria natural, nos generan conciencia para recordar quienes somos, nos cuidan, nos sanan, y nos permiten aprender, no mezquinan sabiduría ni medicina que a cualquiera que se siente debajo de ellos, se la brindan sin excepción.
Las especies de aves que habitan el área son típicas del espinal entrerriano, además de las generalistas y  otras propias del valle de inundación del Paraná, que circunstancialmente dada su cercanía pueden utilizar algunos ambientes del predio ocasionalmente.
```
Entre las más destacadas se encuentran el cardenal común, reinamora, chinchero grande, cachalote castaño, carpinterito de los cardones, halcón plomizo, mosqueta ojo dorado, tacuarita azul, carpintero blanco, choca común, curutié blanco, naranjero, celestino, achará (recientemente observado), halcón peregrino, chororó, gavilán mixto, halconcito colorado, milano blanco, carancho y chimango, esparvero común, taguató, cotorra común, inambú chico (perdiz), lechuza de campanario, caburé , alilicucu común, ñacurutú, chiviro de collar, chiviro gris, Juan chiviro, entre otros.
```

Entre los mamíferos encontramos especies como: gato montés, zorro de monte, cuis, liebre, comadreja overa, zorrino, hurón, coipo, etc. Algunos de los reptiles que habitan estos montes son el lagarto overo, yarará, culebras varias y entre los anfibios: sapo cururú, rana criolla, ranita del zarzal, ranita aceituna, escuercito americano, entre otros.
El proyecto “Tierra Chaná” ha sido uno de los trabajos de integración y puesta en valor dentro de los terrenos de las Termas de  la Municipalidad de Diamante, ex terrenos del Ejército Nacional, terreno que contiene la Reserva Natural Urbana según Ordenanza.
En total son más de 25 km y combina el turismo en la naturaleza con el turismo activo que son 2 de los principales productos a desarrollar en el nuevo escenario post pandemia en lo que respecta al turismo de la ciudad.
Los Senderos son itinerarios no motorizados que articulan una oferta turística sostenible en el territorio y atraviesan espacios naturales destacados que incluyen bosques en galería, montes de barranca y pastizales.
Además comprende una mezcla entre historia ancestral y reciente, hierbas medicinales y una de las mejores vistas de la ciudad y el río Paraná. 
Trabajamos en esta red de caminos consientes de la capacidad de atracción de estos itinerarios tienen para los ciudadanos y turistas que buscan interactuar con la naturaleza y la adrenalina.
Este innovador producto, servirá para acompañar al ya posicionado parque nacional Pre delta, generando además nuevos puestos de trabajo para la actividad turística local.
Camino de las Vías:
Recorre 3,5 km que incluye un paseo por las vías de antiguo ferrocarril, atravesando 2 puentes ferroviarios de origen inglés, desde allí nos introduciremos  en un remanente importante de monte nativo con un sotobosque conservado y con varias especies autóctonas centenarias.
Atraviesa más de 1 km. caminando por las vías que supieron llegar hasta el Puerto de la ciudad. Recorre además un atractivo cañadón que lleva hasta el Cerro de la Cruz, al cual ascenderemos y desde donde, luego de la foto panorámica, seguiremos recorriendo el sendero pasando una zona de monte de algarrobos hasta llegar a los quebrachos abuelos que poseen una antigüedad de más de 500 años y serán reconocidos como Monumento Natural Municipal. Desde allí tomaremos el transfer de regreso a Las Termas.
Camino de las Alturas:
Recorre 4 km cruzando un arroyo y atravesando numerosos miradores como el Mirador del Pastizal, Mirador de los Loros, Mirador de los Suspiros, Mirador de la Paraná, de la Palmera, Mirador de los Quebrachos y Mirador de los Garabatos. Atraviesa partes de monte de barranca, que nos muestra un ejemplar del bosque en galería que representa nuestra identidad arbórea, para luego ingresar a lo que fue el Regimiento Nacional visitando el Paredón de los Lamentos para luego tomar una merienda dentro de lo que fue el Casino de Suboficiales, y terminar subiendo al Tanque Mirador del lugar en el que se puede apreciar una panorámica de la ciudad y el río en todo su esplendor  y realizar un brindis. Desde allí tomaremos el transfer de regreso a Las Termas.
Camino del Abrojo:
Es un recorrido de turismo activo que recorre 4,5 km, atravesando un arroyo, ascendiendo al Mirador del Pastizal, uno de los biomas que contempla, luego recorre una serie de miradores sobre el borde de barranca donde podemos visualizar el río Paraná y el Balneario Valle de la Ensenada llegando a la loma más alta desde donde descenderemos por una tirolesa o haciendo rappel hasta el inicio del Cañadón donde nos esperaran los caballos para continuar hasta el ex Regimiento Nacional visitando el Paredón de los Lamentos para luego tomar una merienda dentro de lo que fue el Casino de Suboficiales, y terminar subiendo al Tanque Mirador del lugar en el que se puede apreciar una panorámica de la ciudad y el río en todo su esplendor  y realizar un brindis. Desde allí tomaremos el transfer de regreso a Las Termas.
Caminos de los Puentes:
Recorre 4 km atravesando el pastizal, cruzando cursos de agua, un puente de piedra, una fosa militar y un viejo polígono de tiro y ruinas de la casa de armas de la época. Luego atraviesa un sector de bosque en galería con especies de mayor altura y densidad de flora para llegar a un puente de construcción militar del siglo pasado. Para tener una visual panorámica llegaremos hasta los Miradores del Puerto y del Eucaliptus donde realizaremos la foto grupal. Siguiendo adelante tomaremos la senda que nos lleva a una parte abandonada de lo que fue el Regimiento Nacional visitando el Paredón de los Lamentos para luego tomar una merienda dentro de lo que fue el majestuoso Casino de Suboficiales, y luego subir al Tanque mirador histórico en el que se puede apreciar una panorámica de la ciudad y el río en todo su esplendor. Desde allí, luego de brindar, tomaremos el transfer de regreso a Las Termas.
Camino del parque nacional:
Recorre 7 km. saliendo desde el predio de las Termas tomando por la Av. Néstor Kirchner hasta llegar al parque nacional Pre Delta donde recorreremos los senderos de interpretación de las lagunas del parque además de tener la opción de un recorrido en lancha a través del Arroyo La Azotea para avistar los ecosistemas protegidos de la desembocadura del río Paraná.
Camino de las plantas medicinales:
Este circuito está ideado para público en general con la intención de sumar conocimientos útiles para complementar a partir de las plantas una vida armoniosa con la naturaleza.
El uso de las plantas medicinales surgió de un complejo vínculo establecido por las culturas ancestrales con la naturaleza en el que la magia, la religión, las ceremonias y rituales tuvieron un lugar tan importante como la misma planta. Ese conocimiento ha sido transmitido a través de la palabra en los pueblos originarios, también dentro de las familias y actualmente ha llegado a la ciencia.
se procederá a la ubicación geográfica del lugar, asociando región, clima, flora, fauna, temperatura, humedad, fitogeografía, historia, pueblos originarios de la zona.  Durante la actividad que realizaremos se pondrá énfasis en el cuidado del medio ambiente la biodiversidad y el respeto y gratitud a la Madre Tierra.
Algunas de las especies que encontraremos serán: Aromito, Hedera Helix, Carqueja, Chilca, Ortiga, Pasiflora, Zarzaparrilla, Marcela, entre muchas otras.
Duración:  2 hs. 30 minutos.

### Huellas de Costa Grande
En Costa Grande, a 16 km de la ciudad, se encuentra este circuito de prestadores turísticos para visitar en el día o alojarse allí mismo. Se puede llegar por la Ruta Nacional N° 131 o por la Ruta Provincial N° 11.
Establecimientos rurales y apícolas, almacenes centenarios, granjas y museos son parte de la oferta de Turismo Rural que Huellas de Costa Grande, aporta al Departamento Diamante.
La experiencia de vivir un día de campo en un marco de naturaleza y tranquilidad, poder disfrutar de un plato de gastronomía criolla, una cabalgata o visitar uno de sus centenarios almacenes que te transportarán 100 atrás, es parte de este viaje.
La comunidad ve al Turismo Rural como un eje de desarrollo para el distrito y su vez el viajero se traslada en el tiempo, mientras se aleja del estrés diario y la rutina.

## Sitios de interés
- Casa Museo Dr. Domingo Liotta

En la calle 25 de Mayo 20 se encuentra la Casa-Museo del creador del Primer Corazón Artificial colocado con éxito en un ser humano por primera vez en la historia el 4 de abril de 1969 en Houston Texas USA.https://es.wikipedia.org/wiki/Domingo_Liotta 
Allí se pueden apreciar los primeros prototipos de un corazón artificial entre otros objetos y condecoraciones de Liotta. La casa fue declarada en 2015 de interés Cultural y más adelante de interés arquitectónico. Además de hospedaje funciona una escuela de música que depende de la Fundación Playing for Change https://playingforchange.org/pfc-diamante/
- 'Almacenes Centenarios:

La frutilla del postre para el turista que recorre el lugar son los centenarios almacenes de ramos generales que nos trasladan a otra época. Además de ofrecer los platos típicos de la gastronomía del lugar y el paisaje de lugareños jugando un truco o tomando un vermut, son parte del atractivo. Además, algunos ofrecen hasta venta de gasoil, nafta o kerosene como años atrás.
Se destacan el Almacén Rodríguez, Almacén Capellino y Almacén Ecclesia.
- Establecimiento Rural “La Isolina”

Es una granja de animales, la cual posee todo tipo de aves como gallinas, pavos, ganzos, guineas, también caballos, ovejas, vacas y hasta llamas.
Además el complejo aloja una plantación de nuez pecan que se puede recorrer. Son 300 árboles plantados hace cuatro años y medio.
- Establecimiento Apícola “La Primavera”

Se dictan charlas sobre agricultura, apicultura y ganadería, la siembra la vida de campo y la ecología.
A su vez poseen venta de artesanías y cuadros, como también quesos y productos orgánicos, licores, mermeladas, y variedad de productos de fabricación casera.
- Establecimiento "San Antonio"

En el límite al sur, de Huellas de Costa Grande, se encuentra "Establecimiento San Antonio", una casa de té campestre que está rodeada de naturaleza y tranquilidad.
La casona antigua posee un salón destinado a los turistas que buscan una experiencia gastronómica con un estilo bien campestre, con bancos y mesas tanto en el interior como en el exterior. El lugar transporta en el tiempo y lo rodea una galería con vista a un jardín con toques  de árboles autóctonos, y sillas y mesas rústicas. 
Además del té, que se ofrece con tortas y masas, también pueden degustarse jugos naturales, café, set de mate y la casa se especializa en licores artesanales, dulces, escabeches y hasta aperitivos. 
El lugar pone el foco en lo regional: peras al vino, dulces de zapallo, mamón, duraznos y membrillos en almíbar, mermeladas de zapallo mamón, manzanas, naranja, limón, licores de chocolate, dulce leche, limón, naranja, mandarina, menta, café, anís y hasta aperitivos componen parte de la oferta gastronómicas del lugar.
No hay wi-fi porque la idea es preservar la conversación, la conexión con el otro y el disfrute. También hay juegos de mesa y cartas para compartir con amigos o en pareja.
- Casa de campo “El Descanso”

Casa de Campo en el paraje rural entrerriano de Costa Grande del Departamento Diamante.
Es un lugar ideado para el relax del turista. Dispone de espacios para recreación, esparcimiento, tiene además un amplio patio parquizado y piscina para uso recreativo.
Confortables habitaciones, con baño privado, agua caliente y cocheras.
Servicios opcionales: pensión completa, media pensión, desayuno, excursiones programadas.
- Museo Regional “La Primavera”

En el mismo complejo podrán encontrar el Museo Regional, que a través de objetos y relatos, cuenta la historia del lugar y alrededores desde 1.888 a la fecha.
Posee variedad de antigüedades, maquinaria agrícola y elementos de las casas de campo desde la oleada migratoria.
Contacto: Los grupos o particulares que quieran visitarla deben comunicarse al teléfono: 343- 155 093534.

### Cristo Pescador

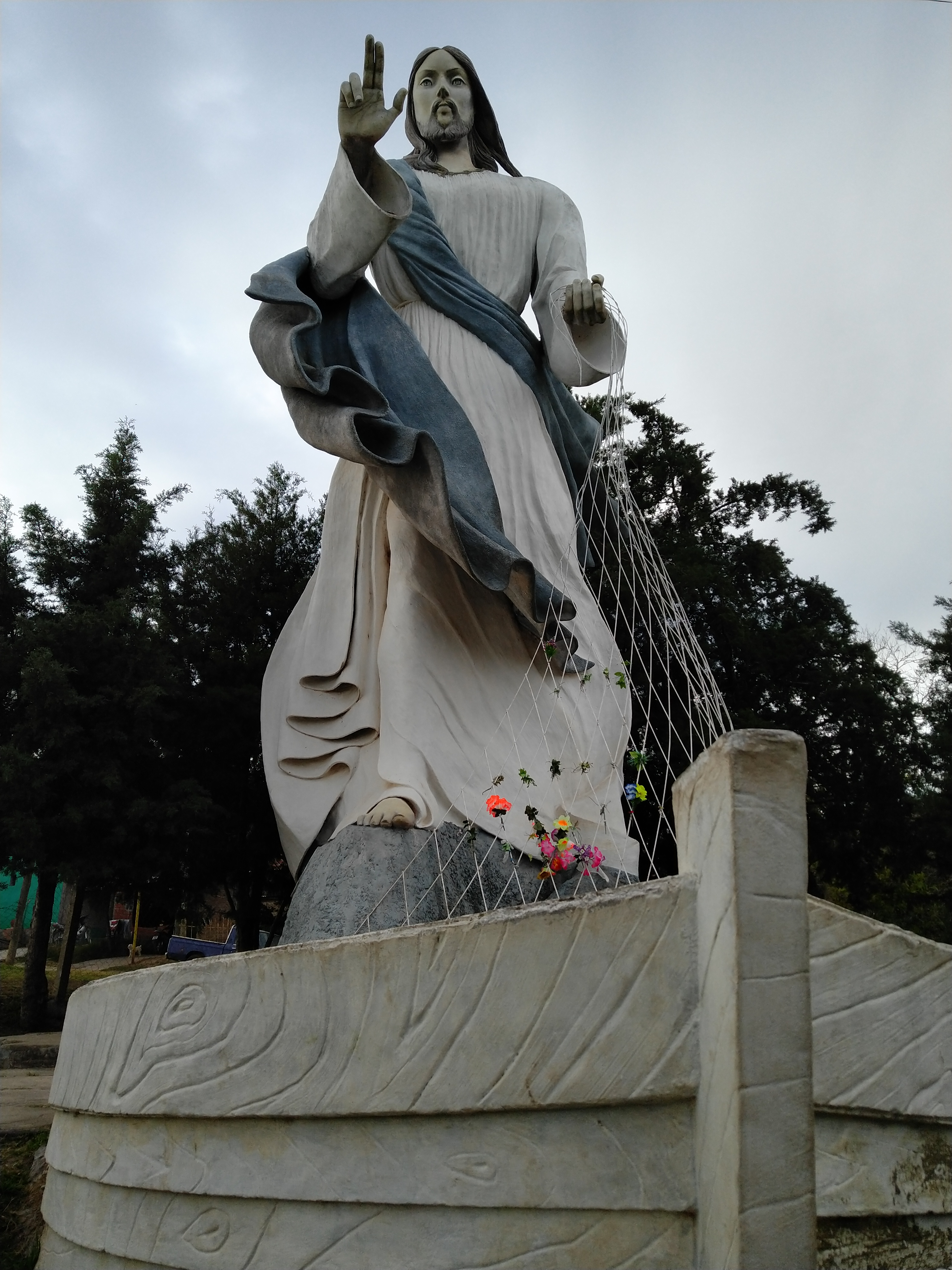
Cristo Pescador

Escultura de 12 metros de altura con la advocación de Cristo Pescador, inaugurado el domingo 26 de marzo del 2006. 
Quien tuvo la dicha de realizar esta creación, es el artista Andrés Mirwald de Concepción del Uruguay.
Mirwald es reconocido por la creación de sus numerosas obras en nuestro país y el extranjero. Se caracteriza por crear obras gigantes como las que se encuentra en la localidad de Villa Elisa “El Sembrador” y que tiene aproximadamente 10 metros de alto.
El Cristo Pescador mide nada más y nada menos, que 12 metros de altura y fue ubicado frente a la plazoleta del Centro San Roque. Además contiene una base enorme que alberga una fuente de agua la cual, emana una especie de arroyito desembocando en un pozo de 40 metros.
Tiene una vista privilegiada del majestuoso río Paraná y sus miles de islas que conforman el Delta. Además es visitado por numerosos creyentes que año a año piden sus milagros y luego traen placas, objetos personales y obsequios por los deseos cumplidos.

### Playa y naturaleza
Complejo Valle de la Ensenada 
Se encuentra ubicado hacia el norte de la ciudad, sobre la margen izquierda del arroyo La Ensenada. El predio cuenta con hectáreas de frondosa vegetación, sumado a un gran lago artificial que se nutre de aguas del Arroyo La Ensenada. 
El balneario municipal ofrece zonas de acampada, servicio de guardavidas, agua potable, luz eléctrica, proveeduría, asadores, mesas, alquiler de bungalós y sanitarios con agua caliente. Espacios destinados para la recreación, como fútbol, paddle, básquet, paseos en bicicletas y cabalgatas, completan el abanico de opciones para disfrutar en familia o con amigos, un día al aire libre.
Durante el mes de septiembre, es la sede del Motoencuentro Internacional Diamante, uno de los eventos más convocantes que tiene la ciudad y en la temporada veraniega es el lugar elegido para llevar adelante distintos espectáculos deportivos y artísticos.
Club Náutico Diamante
Se encuentra ubicado a orillas del río Paraná, zona de pesca, apto para embarcaciones a vela y motor sobre el arroyo La Ensenada. Quinchos, cancha de paddle, fútbol, beach vóley, pelota paleta, práctica de deportes náuticos, zona de campin parcelada, agua potable, sanitarios con agua caliente, luz eléctrica, servicio de proveeduría y cantina, teléfono, recepción.

### Miradores
En la ciudad poseemos numerables miradores sobre las barrancas, algunos edificados y otros agrestes: 
Mirador Hernán Pujato: 
Es el principal de la ciudad, su nombre homenajea a un militar, diplomático y explorador argentino que fundó las primeras bases antárticas del país, así como el Instituto Antártico Argentino (calle Colón y Sara Romero).
Mirador Punta Gorda:
Es otro de los miradores que se renovó completo hace unos años atrás, es un sitio histórico por donde pasó Urquiza en busca de Rosas para la batalla de Caseros, hito fundamental de la historia argentina, además de Francisco Ramírez y Lavalle. Sarmiento, como boletinero del ejército grande, le dedicó unas líneas en su diario cuando en 1851, la ciudad resultó ser el pasaje obligado en la lucha contra Rosas. Los soldados del ejército cruzaron a nado el río Paraná, desde este punto ubicado a orillas de barrancas diamantinas. "El sol de ayer, ha iluminado uno de los espectáculos más grandiosos que la naturaleza y los hombres ofrecen el pasaje de un gran río por un grande ejército. Las alturas de Punta Gorda ocupan un lugar prominente en la historia de los pueblos argentinos. De este punto han partido las más grandes oleadas políticas que los han agitado. De aquí partió el general Ramírez, de aquí el general Lavalle defendiendo principios políticos distintos. De aquí se lanza el general Urquiza al grito de generaciones de poblaciones en masa, ayudado de naciones que piden paz y seguridad..." Fragmento del boletín N.º 3 Cuartel General en Diamante, 25 de diciembre de 1851. (Andrade al final) - El Mirador La Delfina cuenta con una hermosa vista del delta superior de río Paraná, ubicado detrás del Campo Martin Fierro de Jineteada y Folclore. 
Camino de las Alturas - Tierra Chaná:
Este sendero recorre un borde de barranca con numerosas panorámicas sobre el arroyo La Ensenada y el río Paraná que van desde Strobel hasta el Puerto de Diamante. Además los recorridos terminarán con un brindis arriba del viejo tanque de agua militar de lo que fue el Regimiento N°3 de Diamante, desde donde el espectro se divide en tres partes donde se puede apreciar todo el río, la ciudad y el monte. 
Palacio Municipal: 
La torre del Palacio Municipal con su reloj histórico de origen francés es un emblema de la ciudad, en ocasiones especiales se realizan excursiones subiendo hasta el reloj o a lo más alto en la campana que posee vistas de la ciudad el campo y el delta. (Eva Perón y Echagüe)
Mirador La Delfina 
Ubicado detrás del Campo de Jineteada y Folclore “Martin Fierro”, es un mirador agreste que cuenta con una hermosa vista del delta superior de río Paraná.

### Campo Martin Fierro
Es el predio donde se realiza el "Festival de Jineteada y Folclore" conocido como "La reina de las jineteadas". El festival se realiza durante los primeros días de enero, siendo cinco noches festivaleras. Posee su escenario principal "Carlos Santa María" en homenaje al destacado cantante, guitarrista, autor y compositor, nacido en Diamante, Provincia de Entre Ríos. Además su campo de destrezas de llama "Lisardo Gieco" en homenaje a uno de los creadores de este festival en sus orígenes en el campo "La GLoria".
Los orígenes del Festival Nacional de Jineteada y Folclore están directamente relacionados con Costa Grande, ya que allí se realizaron las primeras jineteadas, que luego tuvieran tal magnitud que se decidió buscar un nuevo lugar para su sede y el evento se trasladó a lo que hoy, es el Campo Martín Fierro en la Ciudad de Diamante.
El “Campo La Gloria” de la familia Gieco fue el primer lugar donde se realizaron estos eventos a beneficio de la escuela de la zona, todo el pueblo participaba y se vivían días de fiesta entre jineteadas y asados con números musicales.
Lisardo y Santos eran los organizadores principales del evento y reunían colaboradores para promocionar sus jineteadas en otras fiestas. Traían los mejores potros de las islas y luego recibían en la estancia familiar a muchos de los viajeros, que venían en busca de estos festejos típicos.
Hoy en día se volvieron a organizar visitas al Campo La Gloria y en ocasiones se puede recorrer este lugar tradicional diamantino con el guiado de los dueños de casa, Danilo Trevisan e Irma Gieco, hija de Santos, que entre recuerdos y emoción realizan el recorrido.
Aún puede observarse la vieja cantina donde se vendían comidas al horno y a la parrilla y algún que otro trago, como la zona donde se encontraban los viejos palenques, o pasar por el pozo de agua que solía secarse para el mes de enero, debido a la cantidad de gente en el lugar.

### Museo Regional Municipal

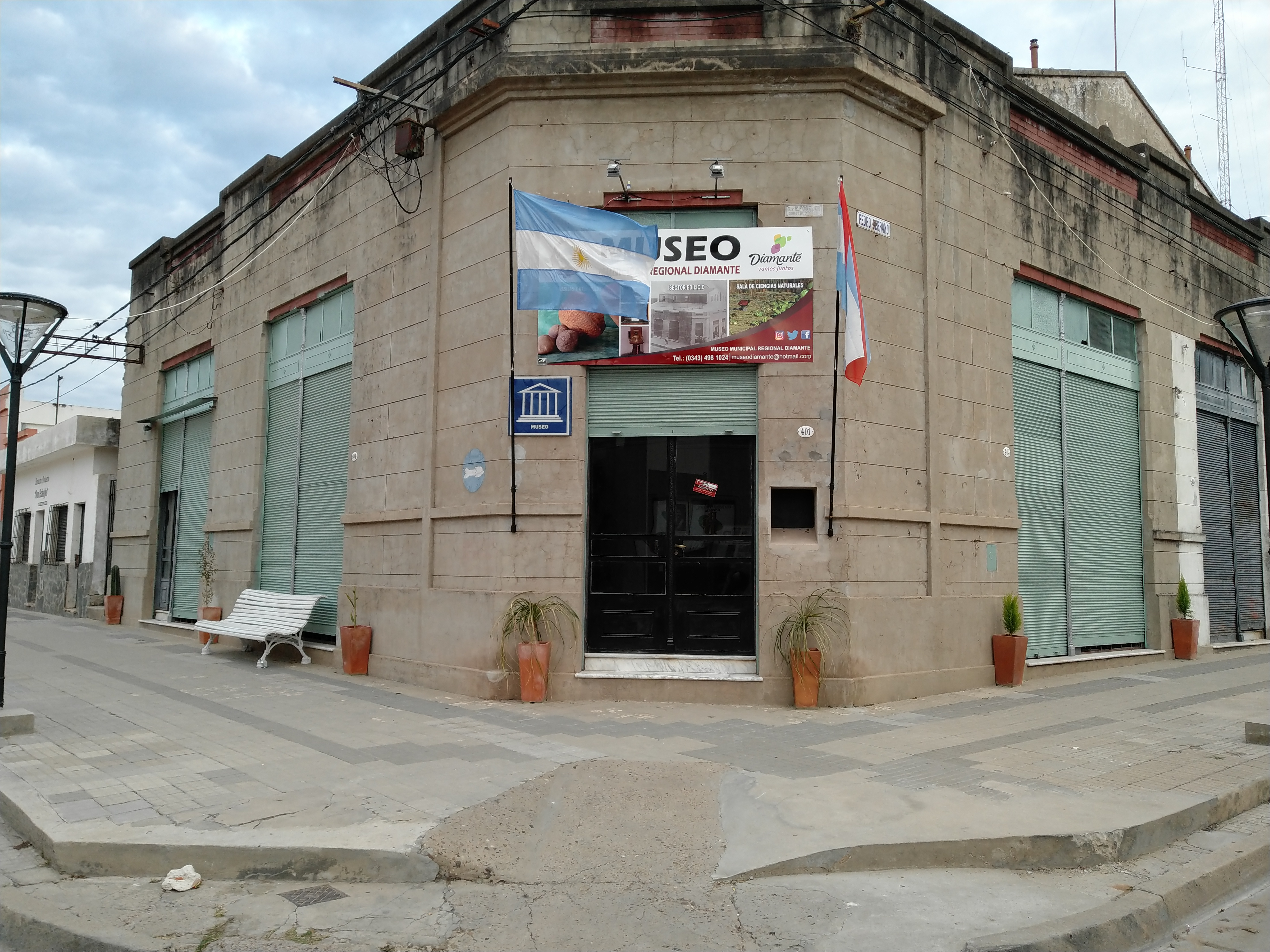
Museo Regional Municipal

Inaugurado el 3 de enero de 1994. Sala de historia de la ciudad y su región, y Sala de Ciencias Naturales. En entrepiso se exhiben obras de artistas plásticos locales. Periódicamente se realizan distintas muestras sobre aspectos de la vida de Diamante. Algunas de ellas fueron: "Aula de una escuela del año 1940", "Cocina de campo", "Prefectura Naval en Diamante", etc.

### Eventos
Enero - La Noche de los Almacenes 
Cada mes de enero las noches de Costa Grande se visten de fiesta para celebrar “La Noche de los Almacenes”, un momento donde en simultáneo los almacenes abren sus puertas a un espectáculo que combina música, baile, exposiciones y comidas típicas. 
Estos almacenes antiguos dan el marco ideal para una noche única, sonorizados e iluminados para la ocasión, reúnen a la población local y cientos de turistas que llegan a vivir una noche bajo las estrellas disfrutando platos como asado con cuero, chivos o costillares a la estaca, empandas, choripanes y tragos. 
Se puede disfrutar de payadores y música en vivo, trasladándose de uno al otro. Además la localidad expone su arte, costumbres y bailes típicos. 
La primera edición se llevó a cabo el 25 de enero de 2020. 
Febrero - Sabores del Puerto 
La feria que tuvo su primera edición en febrero de 2020, nace como una  propuesta distinta e integradora, que conjuga la música, la náutica y la gastronomía diamantina. El evento es organizado conjuntamente entre la Secretaría de Turismo y Cultura Municipal, la Asociación de Turismo Diamante y el Ente Autárquico Puerto Diamante y con el apoyo permanente de Prefectura. 
Con las expectativas puestas en potenciar las bondades del río Paraná, el lugar elegido para desarrollarlo fue el renovado predio del Ente, el cual contó con variada gastronomía, música en vivo y excursiones náuticas nocturnas. 
Los paseos náuticos nocturnos fueron una alternativa para acercar a los espectadores al río y darle una variante a la actividad náutica local, que luego buscará posicionarse como servicio habitual en nuestro Paraná. 
Febrero - Carnavales de Strobel 
Un ritual de música, trajes, colores, tambores, engalanan las noches de febrero, en los tradicionales corsos de Strobel. El principal atractivo de la “Capital de Alegría” es la participación del público que escolta a las comparas, batucadas y carrozas que desfilan cada noche.  
En el cierre de los carnavales se elige la “Reina del Carnaval” y se hace la tradicional quema del Rey Momo. 
Febrero - Aniversario de la Fundación de Diamante 
Cada 27 de febrero, se  celebra un nuevo aniversario de la Fundación de Diamante. Para esta fecha la Municipalidad organiza un espectáculo musical gratuito, para toda la comunidad. La presencia de artesanos, cantina y servicios de gastronomía forman parte de los atractivos que se suman en esta fiesta popular. 
Es una buena oportunidad para compartir y disfrutar del cumpleaños de la ciudad, con la programación de varios shows musicales, en un festejo al aire libre.  
Junio - Certamen de Pesca Variada de Embarcados con Devolución  
Tiene sus comienzos en el año 2003, llevándose a cabo el 1.º Certamen de Pesca Variada de Embarcados, el día 10 de junio, inaugurándose esa misma fecha, un lugar destinado a la pesca deportiva y recreación, denominado Parador Sur. 
El evento se crea con la idea de promocionar y fomentar el Producto Pesca, ya que la ciudad se encuentra sobre la margen del importante Río Paraná, el cual es propicio para esta actividad.  
El certamen se realiza durante un día completo, donde los pescadores se inscriben por tríos con sus respectivas embarcaciones. Con el correr del tiempo, la Municipalidad  decidió realizarlo en el Parador Costa del Sol - Paseo de La Ribera. 
Junio - Torneo de Costa “Ciudad de Diamante” Premio Prefectura Naval Argentina 
Como antesala de la Variada, el día sábado se lleva adelante este torneo en el Muelle Provincial N.º 7 de Diamante, en horario de la tarde.  
En la prueba pueden participar pescadores afiliados a entidades o a clubes de pesca, como así también pescadores libres. Los ganadores de esta competencia reciben el premio Prefectura Naval Argentina. 
El acceso al predio es libre, aunque para participar deben abonar una inscripción. 
Agosto - Diamante en Teatro 
agosto es el mes elegido para el teatro y las distintas compañías comienzan a llegar a la ciudad, para brindar una propuesta cultural gratuita. Durante tres días, Diamante se carga de magia, risas, reflexión, fábulas, historias, elencos y artistas, que se dan cita en torno al Teatro Marconi.  
“Diamante en Teatro”, evento organizado por la Dirección de Cultura Municipal, con  
el correr del tiempo adquirió merecida fama en Entre Ríos y provincias vecinas.  
Con el tradicional desfile de artistas y batucadas, desde Plaza San Martín hacia el Teatro, se da inicio a este evento  para todo público, que la comunidad espera con gran expectativa. 
Distintas compañías teatrales de provincias vecinas y elencos locales, se presentan en la ciudad, con el firme objetivo de mostrar y en muchos casos hacer reflexionar, a través de sus misceláneas obras. 
Septiembre - Motoencuentro Internacional Diamante  
El evento que tuvo sus orígenes en el año 1.996 se realiza cada septiembre en el Complejo turístico Valle de La Ensenada. Numerosas alternativas y propuestas sellan una marca indiscutible para las dos ruedas.  
La fiesta de las motos cuenta con actividades como saltos en moto, acrobacias, visitas y excursiones por Diamante y la región. 
Los moteros recorren los paisajes, las lomadas, el río, participando de las diferentes excursiones que plantea la organización. Las motos son la pasión y a la vez, la excusa para el encuentro, el asado, el bar, los amigos, las charlas. 
Durante la tarde del sábado, la caravana de motos serpenteando la ciudad es uno de los atractivos más esperados.  
Con una grilla que comprende de miércoles a sábado, la diversidad musical que pisa las tablas del escenario Norberto Pappo Napolitano, colma todos los gustos.  
Noviembre - Encuentro de Acordeonistas  
En el mes de noviembre se lleva a cabo este evento cultural  que nace con el fin de destacar a nuestros acordeonistas y disfrutar de su música. En el Teatro Marconi se reúnen músicos aficionados y profesionales del acordeón para hacer una noche inolvidable.  
Con el acto de apertura en el Monumento a los Músicos Diamantinos, ubicado en Plaza 9 de Julio, comienza cada edición, para luego dar inicio a la caminata de los mùsicos hasta llegar al Teatro Marconi. 
Acordeonistas locales y de la región brindan lo mejor de su repertorio, una velada teñida de música, melodías refinadas, un encuentro entre el talento y el buen gusto, donde el acordeón se lleva todas las miradas.

## Turismo histórico

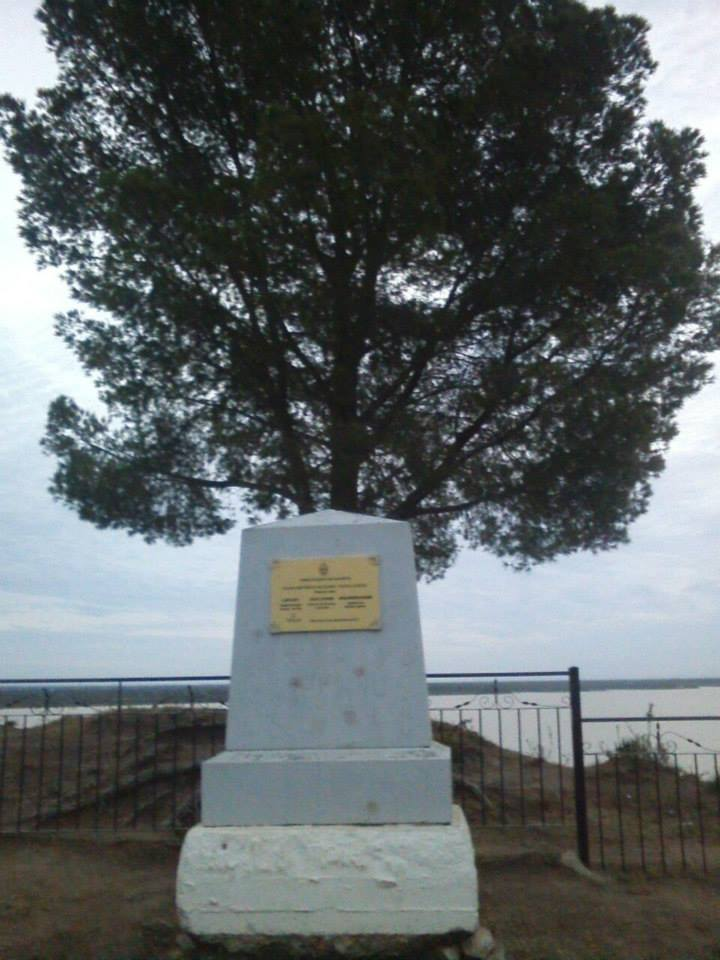
Monolito en Punta Gorda.

### Punta Gorda
Gran valor histórico, Sarmiento le dedicó unas líneas en su diario cuando en 1851, la ciudad resultó ser el pasaje obligado en la lucha contra Rosas. Los soldados del ejército cruzaron a nado el río Paraná, desde este punto ubicado a orillas de barrancas diamantinas. "El sol de ayer, ha iluminado uno de los espectáculos más grandiosos que la naturaleza y los hombres ofrecen el pasaje de un gran río por un grande ejército. Las alturas de Punta Gorda ocupan un lugar prominente en la historia de los pueblos argentinos. De este punto han partido las más grandes oleadas políticas que los han agitado. De aquí partió el general Ramírez, de aquí el general Lavalle defendiendo principios políticos distintos. De aquí se lanza el general Urquiza al grito de generaciones de poblaciones en masa, ayudado de naciones que piden paz y seguridad..." Fragmento del boletín N.º 3 Cuartel General en Diamante, 25 de diciembre de 1851.

## Cultos
De la Iglesia Católica
| Arquidiócesis | Paraná                              |
| ------------- | ----------------------------------- |
| Parroquia     | San Cipriano y San Francisco Javier |

Templo Católico San Cipriano y San Francisco Javier.

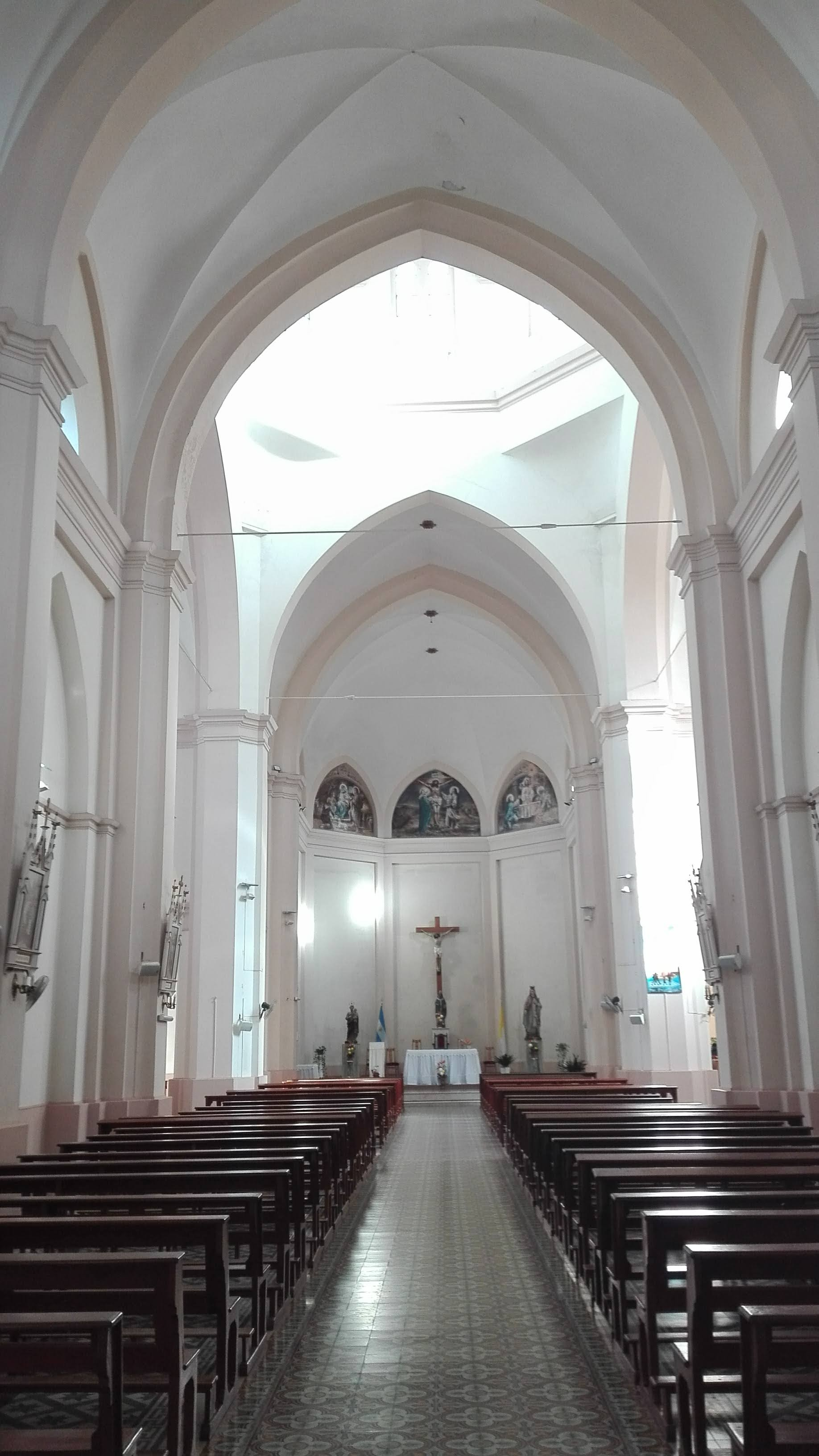
Interior de la Parroquia de San Cipriano y San Francisco Javier

Hay una presencia marcada de la comunidad evangélica.

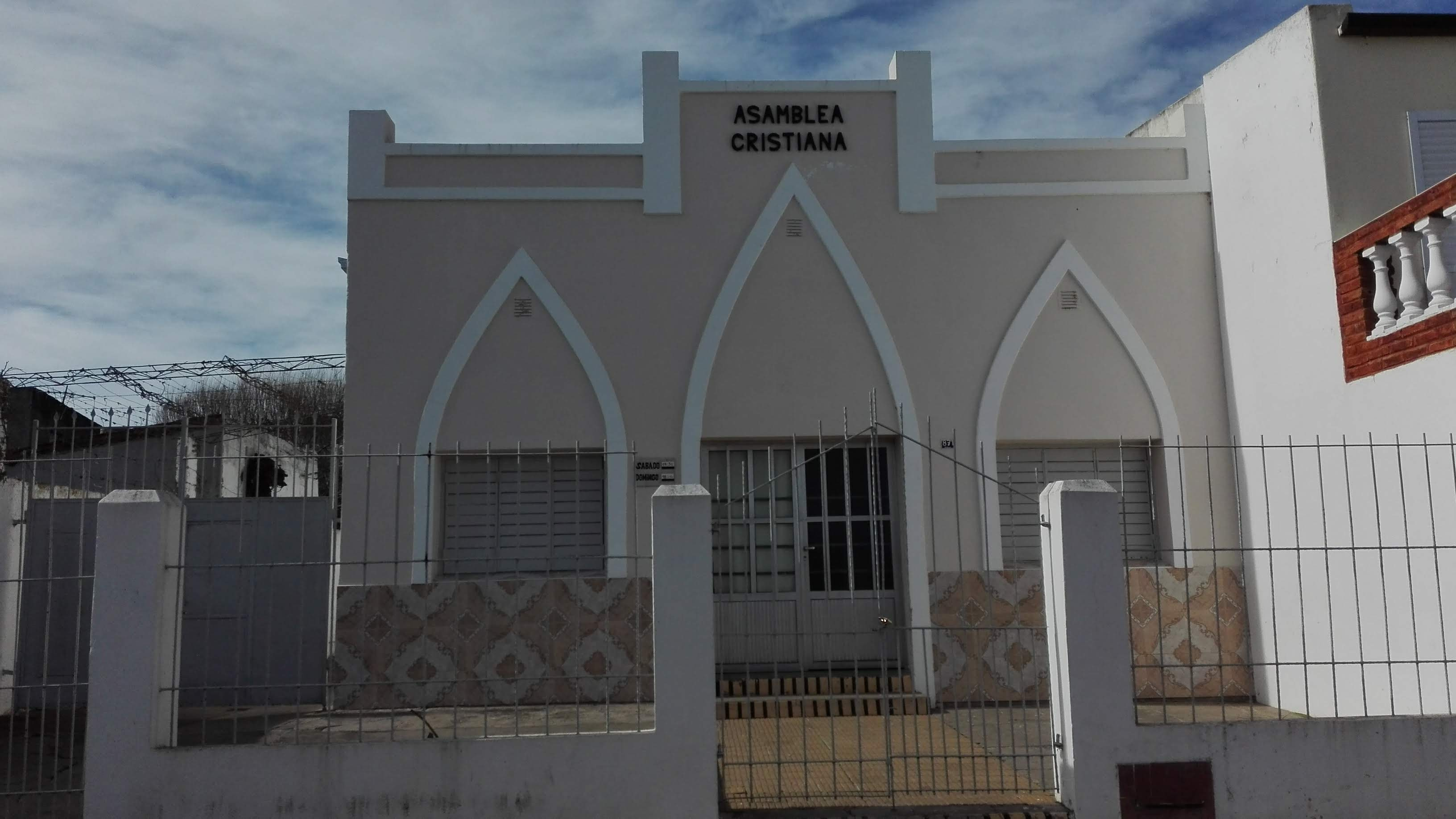
Templo de la iglesia evangélica Asamblea Cristiana Dios es Amor en Diamante